# ميكيل فيرير
ميكيل فيرير (بالإسبانية: Miquel Ferrer i Aymamí) هو لاعب كرة قدم إسباني في مركز الوسط، ولد في 28 نوفمبر 1931 في Les Borges del Camp ‏ في إسبانيا، وتوفي في 2 يناير 2021 في سالو في إسبانيا. لعب مع ريال أوفييدو ونادي برشلونة.